# 網路存取保護技術
網絡存取保護技術（Network Access Protection，縮寫為NAP），是一項由微軟開發的網絡保護技術，最先使用於Microsoft Windows Vista，另外在Windows Server 2008以及Windows XP SP3也將會提供。
系統管理員可以以作業系統更新程度、防毒軟件病毒庫（包含病毒定義）更新程度、以及系統防火牆保護程度等作為準則，限制電腦、甚至局部網絡對整體網絡資源存取的權限。

## 外部連結
- 微軟官方網站對Network Access Protection的介紹 （页面存档备份，存于）